# GSG-9-Einsatz in Bad Kleinen

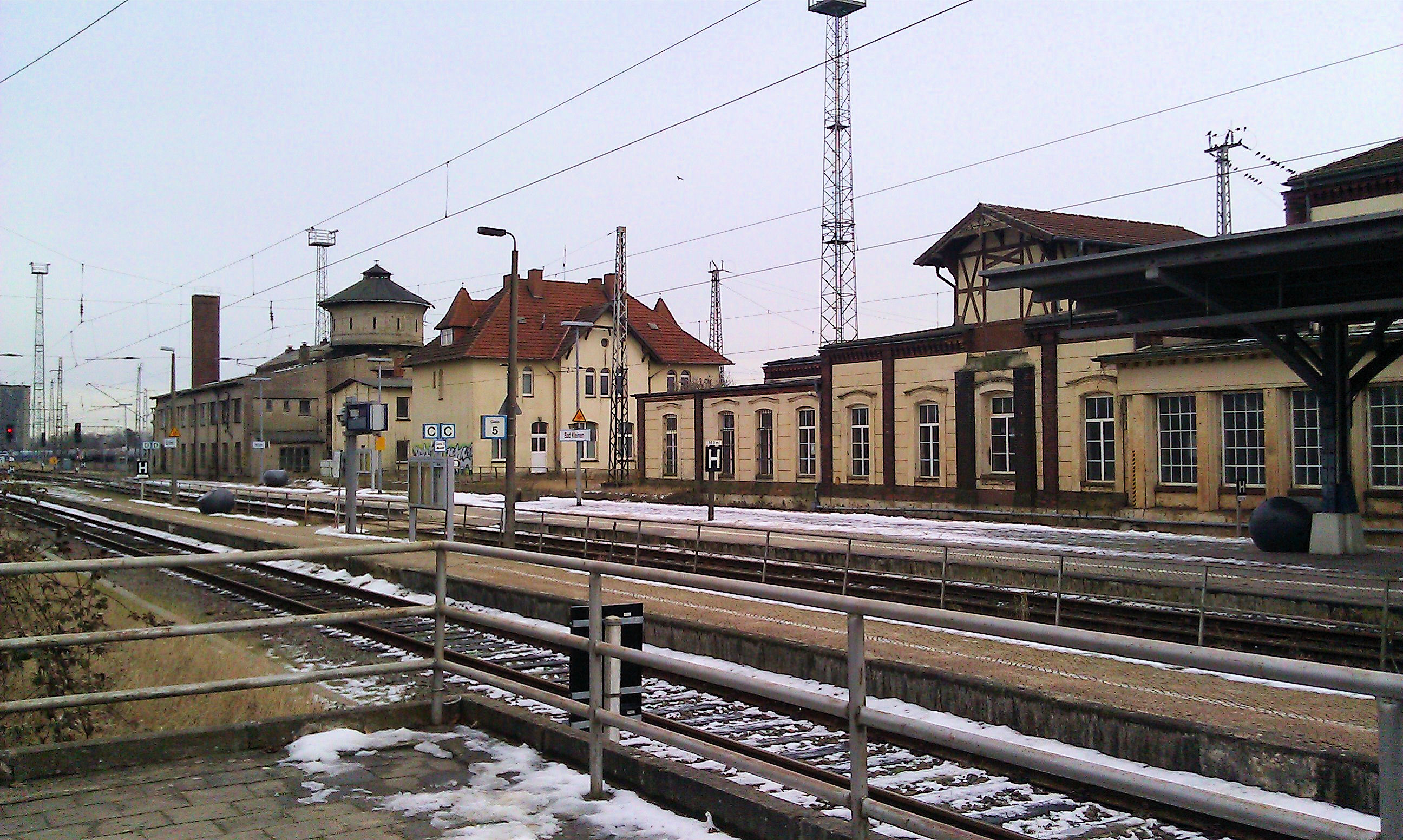
Ort des Zugriffs: Bahnhof Bad Kleinen

Der GSG-9-Einsatz in Bad Kleinen war ein Polizeieinsatz am 27. Juni 1993, bei dem die RAF-Terroristen Birgit Hogefeld und Wolfgang Grams im mecklenburgischen Bad Kleinen festgenommen werden sollten, nachdem der V-Mann Klaus Steinmetz die Behörden über ein Treffen informiert hatte. Hogefeld wurde in der Unterführung des Bahnhofs Bad Kleinen festgenommen, während Grams zunächst auf den Bahnsteig fliehen konnte. Bei einem anschließenden Feuergefecht erschoss er den GSG-9-Beamten Michael Newrzella. Der seinerseits verwundete Grams beging vor Ort Suizid, das ergaben die mehrfach gerichtlich überprüften Ergebnisse der staatsanwaltlichen Ermittlungen. In den nächsten Tagen griffen verschiedene Medien Zeugenaussagen auf, die von einer „Exekution“ Grams’ durch Polizeibeamte berichteten, was zu politischen Auseinandersetzungen wegen der Rolle der beteiligten Behörden und dem Rücktritt des Bundesinnenministers Rudolf Seiters führte und bis heute insbesondere im linken Spektrum als möglicher – wegen unzureichender Spurensicherung nicht restlos aufklärbarer – Geschehensablauf erwogen wird. Durch den Einsatz wurde die dritte RAF-Generation in ihrer personellen Zusammensetzung in Ansätzen greifbar, während sein Einfluss auf die Auflösung der RAF 1998 Spekulation bleibt.

## Vorbereitung
Dem seit 1985 als V-Mann des Verfassungsschutzes Rheinland-Pfalz tätigen Klaus Steinmetz war es Anfang der 1990er Jahre gelungen, in das Umfeld der Terrororganisation Rote Armee Fraktion vorzudringen. Steinmetz nahm an diversen nichtmilitanten Aktionen teil und drang immer tiefer in die Szene ein. Ende Februar 1992 traf er Birgit Hogefeld in Paris. Im April 1993 traf Steinmetz erstmals auf Wolfgang Grams. Der Verfassungsschutz beschloss, den Generalbundesanwalt und das Bundeskriminalamt einzuschalten, um Hogefeld und Grams sowie gegebenenfalls weitere Mitglieder der RAF festnehmen zu lassen. Auf Wunsch des rheinland-pfälzischen Verfassungsschutzes sollte die Aktion so durchgeführt werden, dass Steinmetz weiter als V-Mann eingesetzt werden konnte.
Vor dem Einsatz gab das Bundeskriminalamt die Einschätzung ab, der Bahnhof Bad Kleinen eigne sich nicht für eine Festnahme. Der Publikumsverkehr sei so gering, dass verdeckte Zivilbeamte auffallen würden. Der Zugriff solle daher nach der Ankunft zu einem späteren Zeitpunkt außerhalb des Bahnhofes stattfinden. Der Bahnhof wurde vom Bundeskriminalamt umfangreich überwacht, unter anderem wurden Wanzen und Überwachungskameras in Blumenkübeln und Mülleimern versteckt. Auf dem Schweriner See diente ein Boot des Bundesgrenzschutzes, das zur Tarnung kurzfristig umlackiert worden war, als Relaisstation.
Am 24. Juni 1993 trafen sich Hogefeld und Steinmetz in Bad Kleinen, fuhren weiter nach Wismar und bezogen dort eine nach ihrem Eintreffen gemietete Ferienwohnung. Steinmetz trug während der ganzen Zeit, ohne es zu wissen, in einem Laptop einen Peilsender und ein Abhörgerät bei sich, so dass er jederzeit zu orten war und die Gespräche mitgehört werden konnten. Trotz des Peilsenders dauerte es 24 Stunden, bis Steinmetz und Hogefeld in der Ferienwohnung geortet wurden, weil sich die Einsatzkräfte mit ihren Peilgeräten in der Wohnsiedlung aus Tarnungsgründen nicht frei bewegen durften. Das Bundeskriminalamt observierte die Ferienwohnung von einem Nachbarhaus aus. Bei der Observation gab es eine Beobachtungslücke: Die auf Distanz eingesetzten Kräfte observierten nur die Vorderseite des Ferienhauses und bemerkten nicht, dass Hogefeld und Steinmetz über den Hinterausgang das Ferienhaus verließen, zumal der Laptop mit dem Peilsender in der Wohnung verblieben war. Erst bei der Rückkehr von Hogefeld und Steinmetz durch den Vordereingang wurde ihre Abwesenheit bemerkt.
Als am 27. Juni 1993 keine weiteren Personen in der Ferienwohnung angekommen waren und offenbar die Abreise von Hogefeld und Steinmetz bevorstand, entwickelte die Einsatzleitung den Plan, Hogefeld auf dem Weg zwischen dem Ferienhaus und der nächsten Bushaltestelle zu fassen. Beim Verlassen der Ferienwohnung sagte Hogefeld zu dem Vermieter, sie wollten „noch Freunde treffen“. Aufgrund dieser Aussage wurde der bereits angelaufene Zugriff abgebrochen. Die Ermittler erhofften sich, weitere RAF-Mitglieder festzunehmen.

## Ausführung
Am 27. Juni 1993 fuhren Hogefeld und Steinmetz zurück nach Bad Kleinen, um sich dort mit Grams zu treffen. Am dortigen Bahnhof und in der Umgebung waren zu diesem Zeitpunkt 38 Beamte des MEK des Bundeskriminalamtes, 37 Beamte der GSG 9 und 22 weitere Beamte im Einsatz.
Grams traf um 14:00 Uhr ein und besuchte mit Hogefeld und Steinmetz die Bahnhofsgaststätte. Der zuständige Abteilungsleiter und Polizeiführer des Bundeskriminalamtes Rainer Hofmeyer schloss einen Zugriff in der Gaststätte, auf dem Bahnsteig und im Zug aus, da dadurch Unbeteiligte gefährdet gewesen wären. Somit blieb der Fußgängertunnel, der zu den Gleisanlagen führte, als einzige Festnahmemöglichkeit.
Um 15:15 Uhr verließen Hogefeld, Grams und Steinmetz die Bahnhofsgaststätte. Ein GSG-9-Beamter, der die Gaststätte vom Bahnsteig 3/4 aus beobachtete, informierte seine Kollegen, die am gegenüberliegenden Tunneleingang postiert waren. Die drei Zielpersonen gingen die Treppe hinab in den Tunnel und hielten auf einem Treppenpodest an. Aufgrund eines missverständlichen Funkspruches ging jetzt der auf dem Bahnsteig postierte Beobachter irrtümlich davon aus, dass der Zugriff bereits erfolgt sei, und begab sich in der Annahme, die Aktion sei beendet, zehn Sekunden später in den Tunnel, wo er zu seiner Überraschung den unverhafteten Grams sah. Durch dieses auffällige Verhalten des Beobachters ging der am Treppenabgang postierte Beamte davon aus, dass Grams gewarnt war, und gab das Zeichen zum Zugriff. Die sieben Beamten der GSG 9 stürmten daraufhin sofort los, obwohl der Abstand zu den Zielpersonen noch über fünfzehn Meter betrug. Eigentlich war den Einsatzbeamten vorgegeben gewesen, bei der Überwältigung eine Schrecksekunde zu nutzen und deshalb erst bei einem Abstand von ca. fünf Metern die Festnahme zu starten; erst bei einer Distanz von weniger als zehn Metern lässt sich die Schrecksekunde erfahrungsgemäß ausnutzen.

## Tod von Wolfgang Grams und Michael Newrzella

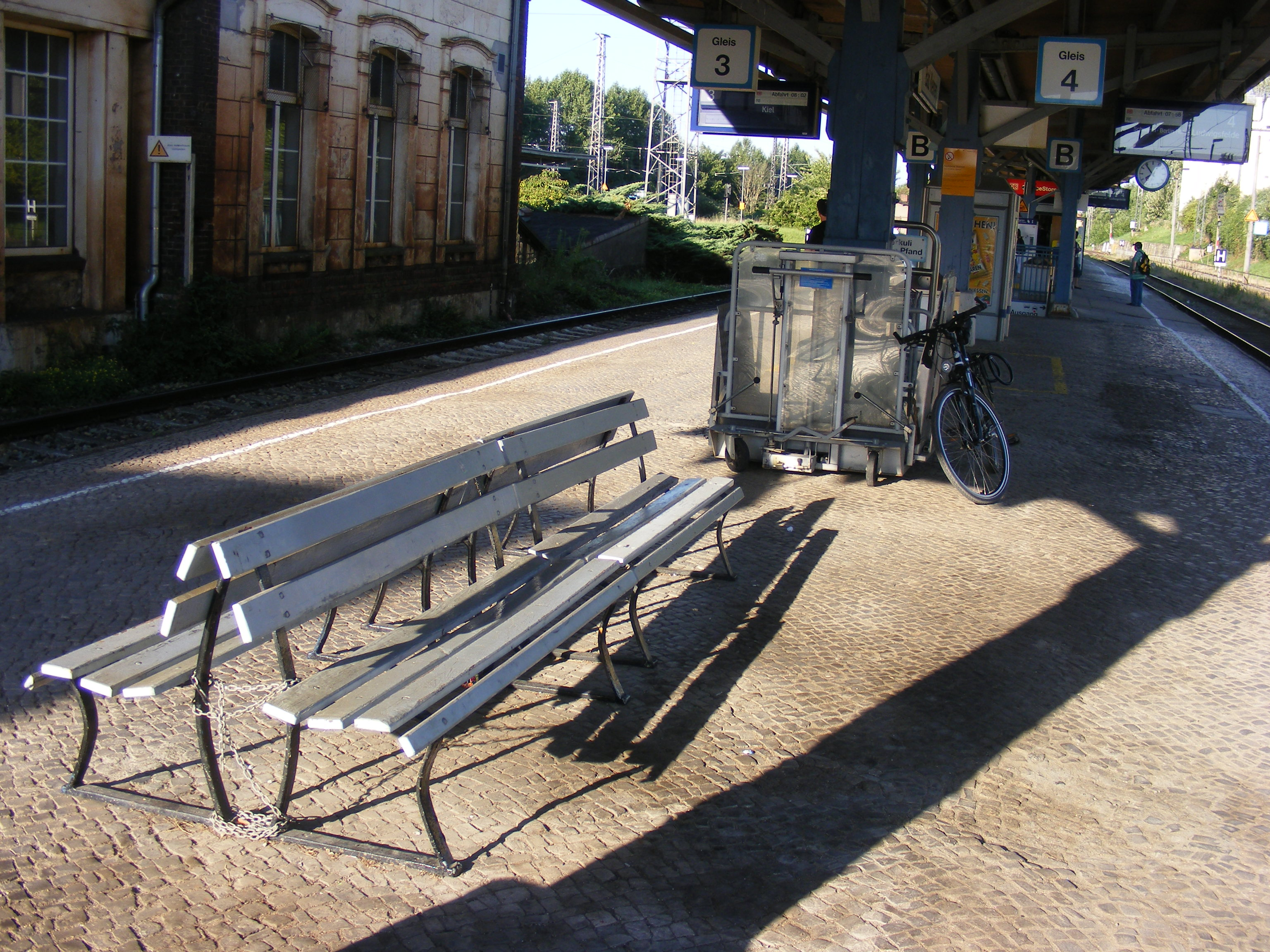
Bahnsteig 3/4, auf dem der Schusswechsel stattfand, mit Blick auf das Gleisbett 4 (rechts) und den Ausgang der Unterführung (Hintergrund Mitte). Die vollständig sichtbare Person befindet sich etwa in der Position, von der Grams auf seine Verfolger schoss (Foto Sommer 2008)

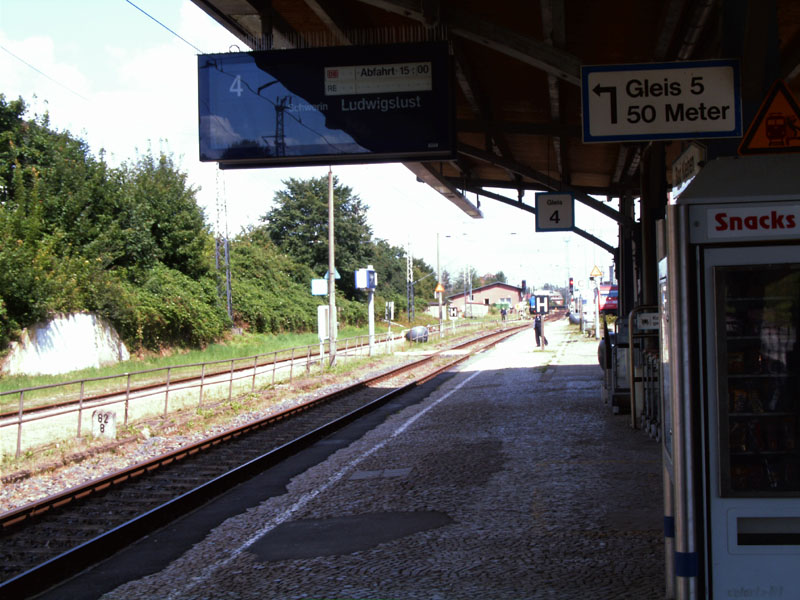
Gleis 4, auf das Wolfgang Grams während des Schusswechsels rücklings fiel, gesehen aus der damaligen Position der GSG-9-Beamten (Foto August 2011)

Während Hogefeld und Steinmetz im Tunnel ohne Gegenwehr festgenommen wurden, floh Grams auf den Bahnsteig 3/4 und eröffnete das Feuer auf die ihm nacheilenden GSG-9-Beamten. In dem wahrscheinlich zwischen 8 und 15 Sekunden dauernden Schusswechsel, den Zeugen wie Maschinengewehrfeuer beschrieben, verletzte er den Beamten Michael Newrzella mit vier Schüssen so schwer, dass dieser gegen 18:00 im Klinikum Schwerin starb. Wolfgang Grams wurde von fünf Kugeln der Beamten getroffen, die teilweise ohne Sichtkontakt aus der Unterführung schossen, wankte über den Bahnsteig und stürzte auf Gleis 4, wo er auf dem Rücken liegen blieb. Zwei Beamte traten auf das Gleis und richteten ihre Waffen auf Grams. Verletzt durch einen Kopfschuss, den er sich laut offizieller Darstellung selbst beigebracht hatte, wurde er ins Universitätsklinikum Lübeck geflogen, wo auch er gegen 17:30 starb. Ein weiterer GSG-9-Beamter wurde durch Grams schwer verletzt; diese beiden sind die einzigen aufgeklärten Gewalttaten der dritten RAF-Generation. Eine Schaffnerin auf dem gegenüberliegenden Bahnsteig 5 wurde durch Schüsse der Beamten verletzt.
Michael Oskar „Shorty“ Newrzella (geboren am 15. September 1967 in Aachen) war der erste GSG-9-Beamte, der bei einem Einsatz starb, und zugleich das letzte Opfer der RAF. Er hatte seine Dienstwaffe nicht gezogen, weil die Taktik der GSG 9 grundsätzlich auf einen Zugriff ohne die Anwendung von Schusswaffen ausgerichtet war. Im Abschlussbericht der Bundesregierung wird vermutet, Newrzella habe Grams körperlich überwältigen wollen und sich im Feuerschutz seiner Kollegen sicher gefühlt. Es gab vor allem im politisch linken Spektrum Verschwörungstheorien darüber, Newrzella sei durch einen Querschläger aus der Waffe eines Kollegen umgekommen, die sich nicht bestätigten.
Wolfgang Grams starb – soweit seit dem rechtsmedizinischen Gutachten der Stadtpolizei Zürich unstrittig – durch einen aufgesetzten Kopfschuss, der aus seiner eigenen Schusswaffe abgegeben worden war. Es ist bis heute umstritten, ob er sich den Schuss selbst in auswegloser Lage zufügte oder – so die Eltern und Unterstützer Grams’ – ob nacheilende GSG-9-Beamte, möglicherweise aus Rache für den sterbenden Kollegen Michael Newrzella, Grams bereits auf dem Gleis liegend dessen Waffe entwanden und ihn erschossen. Dies hatte ein Gutachten des Rechtsmediziners Wolfgang Bonte im Juni 1994 nahegelegt, der eine sichelförmige Hautabschürfung an der Außenseite von Grams’ Hand als Überrest dieser Entwindung deutete, während andere Gerichtsmediziner diese eher mit einer Verletzung Grams’ durch Gleisschotter beim Verrücken des Körpers während der notärztlichen Behandlung erklären.
Nach dem im Januar 1994 vorgelegten Ermittlungsergebnis der Staatsanwaltschaft Schwerin auf der Grundlage von 142 Zeugenaussagen und mehreren Gutachten hat Grams Suizid begangen, indem er sich den tödlichen Kopfschuss selbst zufügte. Ein durch Bernd Brinkmann (Universität Münster) angefertigtes Gutachten kommt zu dem Schluss, es sei aufgrund der Blutspuren auf Waffe und Kleidung der Polizisten „nicht denkbar“, dass der Schuss von ihnen abgegeben worden sei; er hält eine Selbsttötung für „sehr viel wahrscheinlicher … als eine Fremdtötung“. Das am 20. November 1993 veröffentlichte Gutachten der Stadtpolizei Zürich bestätigt einen „typischen Selbstmord-Einschußkanal“ und geht „aller Wahrscheinlichkeit nach“ davon aus, dass sich Grams die tödliche Verletzung selbst zugefügt hat. Diese Ergebnisse wurden im Abschlussbericht der Bundesregierung am 9. März 1994 bestätigt.
Die Einstellung der Ermittlungen gegen die Polizeibeamten und das amtliche Untersuchungsergebnis griffen die Eltern von Wolfgang Grams juristisch auf verschiedene Arten ohne Erfolg an, zunächst durch eine Beschwerde bei der Generalstaatsanwaltschaft Rostock, dann ein vergebliches Klageerzwingungsverfahren beim Oberlandesgericht Rostock mit anschließender Verfassungsbeschwerde beim Bundesverfassungsgericht, die – unter Vorsitz Jutta Limbachs – nicht zur Entscheidung angenommen wurde. Grams’ Eltern klagten daraufhin beim Landgericht Bonn gegen den Bund auf Schadensersatz der Kosten, die ihnen durch den Tod des Sohnes entstanden waren. Das erkennende Gericht kam zu der Überzeugung, dass die Geschehnisse nicht restlos aufklärbar seien, für eine vorsätzliche Tötung Grams’ durch GSG-9-Beamte aber „auch nach Ausschöpfen aller Erkenntnismöglichkeiten“ keinerlei Umstände sprächen. Das Gericht wies auf „die Tatsache“ hin, „daß keiner der Zeugen einen aufgesetzten Nahschuss durch einen der Beamten wahrgenommen und auch keines der eingeholten rechtsmedizinischen Gutachten einen Anhaltspunkt für eine solche Handlung ergeben hat“. Die Klage wurde abgewiesen. Das Urteil wurde rechtskräftig; auch eine letzte Überprüfung der verschiedenen Justizverfahren beim Europäischen Gerichtshof für Menschenrechte ergab am 5. Oktober 1999 keine Rechtsverstöße. Als Stand der zeithistorischen Erkenntnis hielt Petra Terhoeven 2017 fest, Grams habe sich, von mehreren Polizeikugeln getroffen, selbst getötet; Gerüchte einer Hinrichtung hätten sich über Jahre gehalten, seien aber „schließlich widerlegt“ worden.

## Nachwirkungen
Die hektischen ersten Stunden, Tage und Wochen nach dem misslungenen Einsatz waren von Fehlinformationen und Versäumnissen der staatlichen Behörden, aber auch von Spekulationen und Fehlschlüssen in der Berichterstattung der Medien begleitet. Es meldeten sich verschiedene Zeugen, deren Aussagen das Vertrauen der Öffentlichkeit in die behördliche Version der Ereignisse erschütterten.

### Unzulängliche Spurensicherung
Die Tatortarbeit dauerte über 9 Stunden (27. Juni, 16:00 Uhr bis 28. Juni, 1:20 Uhr). Nach ihrer Festnahme wurde Birgit Hogefeld bis 15:55 in der Unterführung festgehalten, flach auf dem Boden liegend und zuerst mit ins Gesicht gezogener Kapuze, dann mit einer mittels Klebeband um ihren Kopf befestigten schwarzen Gesichtsmaske eines GSG-9-Beamten, damit sie ihre eigenen Leute nicht erkennen konnte. Sie hörte den Schusswechsel und dass über eine Person gesprochen wurde, die in ihrem Blut auf dem Gleis liege. Erst im Auto des BKA wurde sie durchsucht, wo die Beamten an ihr eine Waffe mit Magazinen entdeckten. Die Durchsuchung und Entwaffnung hätte bereits direkt nach ihrer Festnahme im Tunnel stattfinden sollen, war aber von den MEK-Beamten vergessen worden. Das Projektil, das für den tödlichen Kopfschuss bei Grams verantwortlich war, wurde nicht gefunden. Dagegen wurden noch Tage nach Abschluss der Spurensicherung am Tatort Hülsen und Geschossteile im Gleisbett gefunden, sogar an der Stelle, an der Grams zuletzt lag.
Vor der Obduktion am 28. Juni 1993 wurde anscheinend auf Weisung des BKA unter anderem Grams’ Kopf gereinigt, einige Haare weggeschnitten und weggeworfen. Um Grams sicher identifizieren zu können, wurden dem Leichnam Fingerabdrücke genommen und zu dem Zweck die Hand gewaschen. Das hat eventuell Schmauch-, Blut- und Gewebespuren vernichtet, die das Geschehen hätten rekonstruieren lassen können. Der Kriminalwissenschaftler Wolfgang Lichtenberg bezeichnete diesen Vorgang als „nicht korrekt“.

### Staats- und Medienaffäre durch Zeugenaussagen

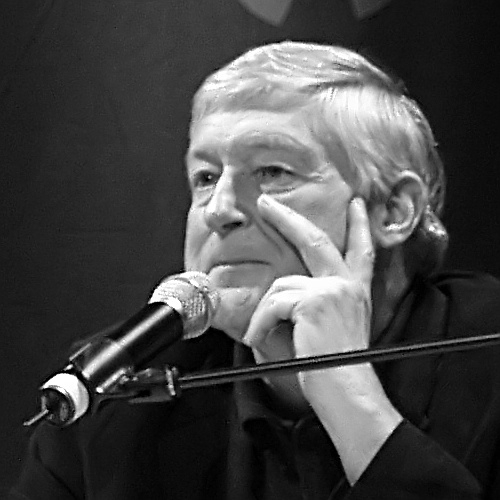
Klaus Bednarz’ Kommentar im WDR-Fernsehmagazin Monitor begründete wenige Tage nach dem Einsatz Zweifel an der offiziellen Version

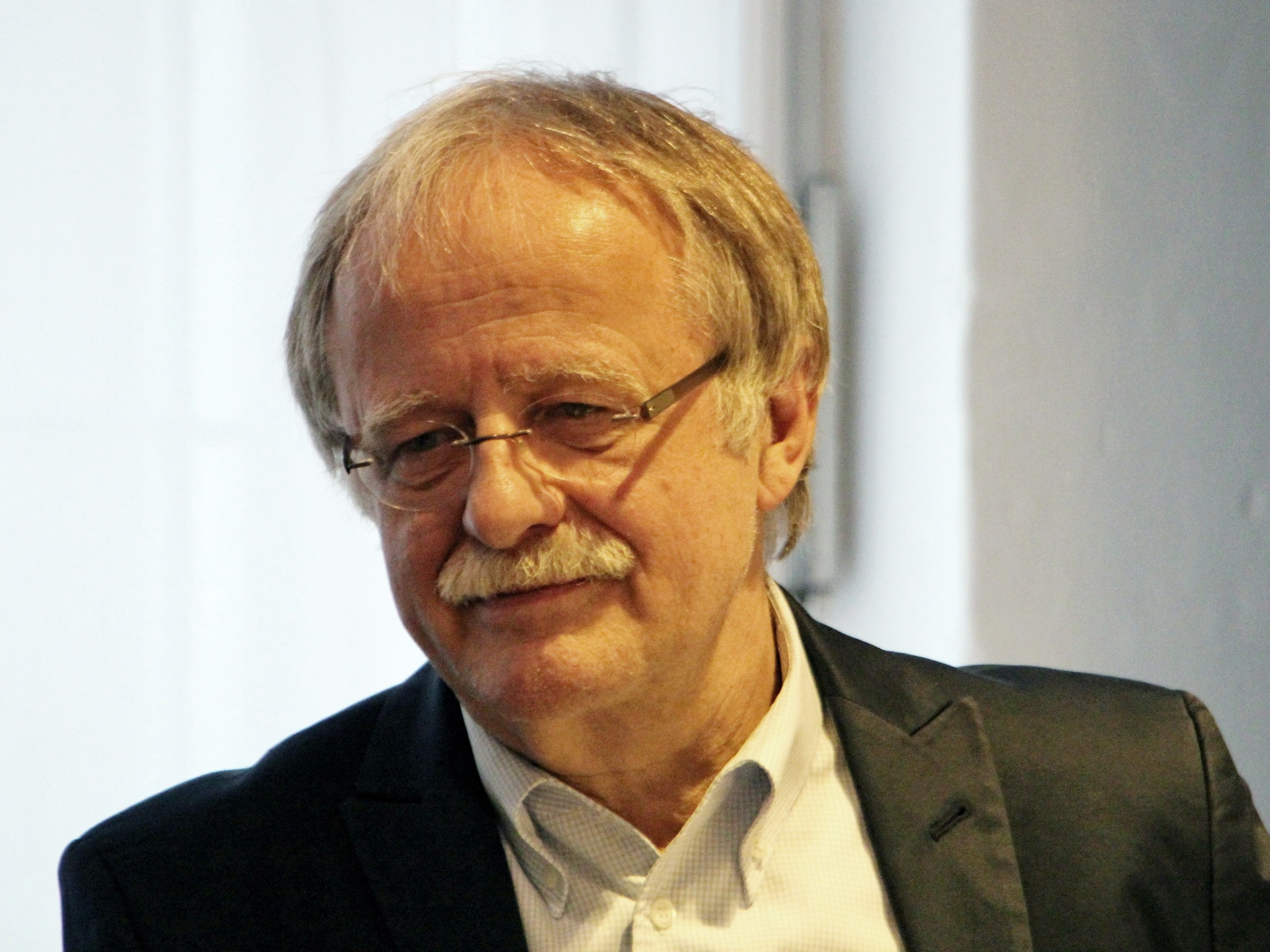
Hans Leyendeckers Spiegel-Titelgeschichte verstärkte kurz darauf den Eindruck, Grams sei von Beamten hingerichtet worden

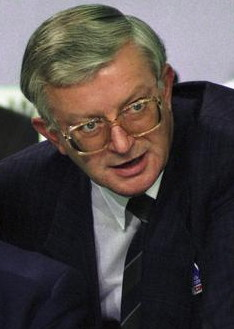
Der damalige Bundesinnenminister Rudolf Seiters trat im Zusammenhang dieser Medienberichte zurück

Widersprüchliche Aussagen von Zeugen und staatlichen Stellen sorgten für Spekulationen. Einige Geschehnisse konnten nicht geklärt werden, da sich am Ereignis beteiligte Mitglieder der GSG 9 in ihren Aussagen widersprachen und diese mit der Zeit veränderten. Der damalige Generalbundesanwalt Alexander von Stahl behauptete am Abend des Einsatzes öffentlich, Hogefeld habe bei ihrer Verhaftung den Schusswechsel eröffnet. Am 1. Juli 1993 sendete das Fernseh-Magazin Monitor einen von Philip Siegel erstellten Beitrag, der als Augenzeugin die Verkäuferin des Kiosks auf dem Bahnsteig präsentierte, auf dem der Schusswechsel stattgefunden hatte. Darin hieß es, Grams sei „regelrecht hingerichtet worden“, was der Monitor-Moderator Klaus Bednarz wie folgt kommentierte: „Ein ungeheuerlicher Vorgang, der in der Geschichte der Bundesrepublik – zumindest so weit bekannt – nicht seinesgleichen hat.“ Daraufhin trat der damalige Bundesinnenminister Rudolf Seiters am 4. Juli 1993 zurück. Er übernehme die „politische Verantwortung“ für „offensichtlich[e] Fehler, Unzulänglichkeiten und Koordinationsmängel innerhalb von Bundesbehörden“ beim Einsatz und seiner Aufarbeitung.
Einen Tag später machte das Nachrichtenmagazin Der Spiegel mit dem Titel „Der Todesschuss. Versagen der Terrorfahnder“ auf. Im Heft berichtete der investigative Autor Hans Leyendecker über das Geschehen und berief sich auf einen angeblichen GSG-9-Beamten als Informanten, der am Tatort anwesend gewesen sei und sich aus „Seelennot“ offenbart habe. Demnach hätten dessen Kollegen Grams „wie [bei] eine[r] Exekution“ hingerichtet, obwohl er bereits kampfunfähig gewesen sei.
Vor allem im politisch linken Spektrum hat sich die Version einer Hinrichtung ab Anfang Juli 1993 verbreitet. Die RAF-Kommandoebene bezeichnete die Ereignisse in einem Schreiben an Agence France Presse als „Terroraktion“ von „Killertruppen“. Es kam zu Protestdemonstrationen in mehreren Städten gegen die Polizeiaktion und den als „Mord“ bezeichneten Tod Grams’, unter anderem am 10. Juli mit seinen Eltern und 2500 Teilnehmern in Wiesbaden. Im Oktober 1993 erschien das Buch Bad Kleinen und die Erschießung von Wolfgang Grams des ID-Archivs „voller Spekulationen und neuer Thesen“, das Butz Peters als „Bibel“ derjenigen bezeichnet hat, die von Grams’ Ermordung ausgehen.
Noch Jahre nach den Vorfällen griffen Texte und Bücher die behördlichen Untersuchungsergebnisse an. Auch in öffentlich-rechtlichen Medien sind Zweifel geblieben. Die Sendung Monitor hielt auch nach dem Abschluss der staatsanwaltlichen Untersuchung 1994 an der Mordthese fest. 2013 stellte die ARD-Dokumentation Endstation Bad Kleinen von Anne Knauth ergebnisoffen Indizien für Mord bzw. Suizid nebeneinander.
Der Generalbundesanwalt Alexander von Stahl wurde einen Tag nach dem Erscheinen der Spiegel-Ausgabe 27/1993 von Justizministerin Sabine Leutheusser-Schnarrenberger aufgrund des „Informationschaos“ in den einstweiligen Ruhestand versetzt. BKA-Vizepräsident Gerhard Köhler, der angesichts urlaubsbedingter Abwesenheit von BKA-Präsident Hans-Ludwig Zachert zunächst der Hauptverantwortliche war, wurde ins Innenministerium versetzt. Abteilungsleiter Rainer Hofmeyer wurde innerhalb des BKA versetzt, seine Abteilung später aufgelöst.
Neben Kritik an der Organisation und Abstimmung wurde auch festgestellt, dass die Ausrüstung mangelhaft war. So trugen die eingesetzten Beamten keine Schutzwesten, weil bis dahin aus Kostengründen keine unauffälligen flachen angeschafft worden waren und in der mobilen Einsatzlage kein Verdacht durch deren Benutzung erregt werden sollte.
Auch die GSG 9 geriet immer stärker in Kritik wegen ihres offensichtlich kopflosen Einsatzverhaltens mit vielen Fehlschüssen und späteren unplausiblen Aussagen zum Hergang. In den Medien wurde spekuliert, ob der „Mythos von Mogadischu“, d. h. der bei der Beendigung der Entführung des Flugzeugs „Landshut“ 1977 erworbene legendäre Ruf der Eliteeinheit, diese selbst hindere, Fehler einzugestehen. Bundestagsabgeordnete erwogen öffentlich, die Eliteeinheit auflösen zu lassen. Bundeskanzler Helmut Kohl stellte sich daraufhin bei einem öffentlichen Besuch am 22. Juli 1993 vor die GSG 9 und bezeichnete Grams als „Mörder“. Mitte August 1993 stellten Justizministerin Leutheusser-Schnarrenberger und der neue Innenminister Manfred Kanther einen Zwischenbericht vor, der Versäumnisse und Fehler der Behörden zusammenstellte.
Sowohl der Spiegel-Informant als auch die Kioskverkäuferin stellten sich im Lauf der Ermittlungen der Staatsanwaltschaft Schwerin als unglaubwürdig heraus. Die Kioskverkäuferin beschrieb in den Vernehmungen der Staatsanwaltschaft einige Tage später und bei ihrer Aussage im Zivilprozess 1998 mehrfach einander widersprechende Darstellungen des Vorfalls, blieb aber stets dabei, dass sie von einem Kopfschuss – anders als in ihrer vom Journalisten Philip Siegel aufgeschriebenen eidesstattlichen Erklärung gegenüber Monitor – nie etwas gesagt habe: „Das Wort ‚Kopf‘ fiel nicht einmal aus meinem Mund. … Ich habe zu schnell unterschrieben.“ Der Bericht des nur Leyendecker bekannten Spiegel-Informanten beruhte auf Angaben, die bereits oberflächlich nicht stimmten, wie die Angabe der eigenen Beobachterposition und vielfach falsche Angaben zum Geschehensablauf, zumal sich der Zeuge anschließend nie einer zuständigen Stelle anvertraute.
Leyendecker rückte nach dem Ermittlungsergebnis von seiner Darstellung ab. 2007 sagte er dem Deutschlandfunk, er habe die Aussage seines Informanten überbewertet: „Ich hatte dieser Aussage eine zu große Bedeutung gegeben, sie zu wenig relativiert und das Ganze zu stark aufgeblasen. Dadurch entstand der Eindruck, dass das, was dieser Zeuge gesagt hat, auch korrekt gewesen sei. Das kann man so nicht behaupten.“ Später ergänzte Leyendecker, er habe „heute grundlegende Zweifel an seiner Glaubwürdigkeit“ und die „Killerthese … für mich ausgeschlossen“. Diese Titelgeschichte sei für den Spiegel „in der Wirkung verheerend“ gewesen: „eigentlich hätte ich auch gefeuert werden müssen“. Eine Überprüfung von Leyendeckers Angaben durch die Spiegel-interne „Relotius-Kommission“ 2019 ergab Zweifel, ob der angebliche Informant aus den Reihen der GSG 9 tatsächlich existiert hatte. 2020 kam eine vom Spiegel beauftragte Aufklärungskommission zum Ergebnis, dass der Spiegel mit „der Berichterstattung über die Abläufe in Bad Kleinen auf Basis einer mangelhaft geprüften und falschen Aussage einen journalistischen Fehler begangen hat.“
Butz Peters nennt diese Ereignisse des Sommers 1993 in seiner journalistischen Untersuchung des Einsatzes eine „Staatskrise bisher ungekannten Ausmaßes“ für die Bundesrepublik; BKA-Chef Zachert urteilte später, „die Republik“ habe damals „gewankt“. Für Leyendecker war Bad Kleinen „schon ein Ereignis, das die Republik ins Wanken brachte, denn die Frage war ja, ob Staatsbeamte Grams per Kopfschuss liquidiert und dann den Staat belogen hatten“. Der Germanist Andreas Musolff befand den „politischen Schaden“ angesichts der Verunsicherung der Bevölkerung und der potenziellen Radikalisierung der linken Szene als „immens“.
Ganz anders charakterisierte der damalige Bundeskanzler Helmut Kohl die Ereignisse im Rückblick: „Das war keine Staatskrise, es handelte sich schlicht um eine mediale Schmutz- und Desinformationskampagne, wie es sie noch nicht gegeben hatte.“ Der damalige Journalist des Bayerischen Rundfunks Holger Lösch schrieb 1994 – mit einem Vorwort des entlassenen Generalbundesanwalts Alexander von Stahl – ein Buch über den Medienskandal Bad Kleinen, das „alle Zweifel an der offiziellen Version als scheinheilig bezeichnet“, was in konservativen Medien 2013 wieder aufgegriffen wurde.
Der Politikwissenschaftler Alexander Straßner sprach resümierend differenzierter von einer „teilweise unsachlichen medialen Aufbereitung“. Der Journalist Andreas Förster sieht im damaligen Fehlverhalten von Behörden, insbesondere des Verfassungsschutzes, eine Wurzel des späteren Versagens gegen den rechtsextremen Terror des NSU.

### Auswirkungen auf die RAF
Die Polizei wurde während des Einsatzes auf ein sich konspirativ verhaltendes Pärchen am Bahnhofsvorplatz aufmerksam, von dem auch Videoaufnahmen bestehen, die aber nicht veröffentlicht wurden. Sie wurden nicht überprüft, um den Erfolg des Zugriffs nicht zu gefährden, es wurde aber vermutet, dass es sich um die RAF-Mitglieder Ernst Volker Staub und Daniela Klette handeln könne, auch wenn sie nach den Videoaufnahmen nicht zu identifizieren waren. Auch Fingerabdrücke deuten nach einem Bericht der Frankfurter Allgemeinen Zeitung darauf hin, dass Staub und Klette am Einsatzort in Bad Kleinen anwesend waren, während laut Butz Peters lediglich auf Dokumenten im Rucksack, den Grams bei sich trug, Fingerabdrücke Staubs gefunden wurden. Unklar bleibt, ob und wie Klette und Staub mit Grams, Hogefeld oder Steinmetz Kontakt aufgenommen haben. Durch die Festnahme Hogefelds konnten die Ermittler ihren Rucksack in einem Schließfach im Bahnhof Wismar sicherstellen. Darin fanden sie Briefe und Tonbänder, durch die sich mehrere Personen dem engen Umfeld der Kommandoebene zuordnen ließen und die Einblick in die Kommunikations- und Vorgehensweise der bis dahin weitgehend unbekannten dritten RAF-Generation gewährten. Die Funde belegten häufige Kontakte der Kommandoebene zu Familienangehörigen, was die dritte RAF-Generation von ihren Vorgängern der 1970er Jahre unterschied, die mit ihrem Gang in den Untergrund sämtliche Verbindungen zu ihrem früheren bürgerlichen Leben gekappt hatten.
Die Anwesenheit des V-Manns Steinmetz am Einsatzort wurde auf Anordnung des rheinland-pfälzischen Innenministers Walter Zuber drei Wochen lang geleugnet, da der dortige Verfassungsschutz Steinmetz weiterhin als V-Mann einsetzen wollte. Den beteiligten Beamten und dem Generalbundesanwalt Stahl wurden keine Aussagegenehmigungen erteilt; Augenzeugen aus der Bahnhofsgaststätte wurde eingeredet, es seien dort nur zwei Personen anwesend gewesen; die Bundesjustizministerin Leutheusser-Schnarrenberger verweigerte die Aussage darüber gegenüber dem Innen- und Rechtsausschuss des Bundestages. Nachdem die Einsatzleitung Steinmetz aus Bad Kleinen hatte ziehen lassen und er untergetaucht war, behauptete er in Briefen an die linke Szene in Wiesbaden, im Einsatzchaos entkommen zu sein, während Medienberichte seine Glaubwürdigkeit immer weiter untergruben: Bereits am 28. Juni hieß es im ARD-Morgenmagazin, ein dritter Anwesender im Bahnhof sei V-Person gewesen, der Stern berichtete am 1. Juli über „Das Geheimnis des dritten Mannes“, und Der Spiegel erwähnte am 5. Juli den anwesenden V-Mann „Klaus aus Wiesbaden“. Zuber räumte am 20. Juli 1993 ein, dass ein – namentlich nicht benannter – V-Mann in Bad Kleinen anwesend war. Mit einem am 22. Juli in der taz abgedruckten offenen Brief enttarnte Birgit Hogefeld Steinmetz auch namentlich, am 26. Juli veröffentlichte der Spiegel einen ausführlichen Bericht über Steinmetz und seine Rolle. Innerhalb des RAF-Umfelds legte Hogefeld den Kontakt zu Steinmetz in einem weiteren offenen Brief dar. Nachdem seine Rückkehr in die linke Szene dadurch ausgeschlossen war, wurde er im August 1993 in das Zeugenschutzprogramm aufgenommen und lebt heute unter einer neuen Identität im Ausland. Da das Hereinfallen auf einen V-Mann die Autorität der Kommandoebene – die für ihr Leben im Untergrund auf Vertrauen und Diskretion des Umfelds angewiesen war – untergrub, veröffentlichten die nicht inhaftierten RAF-Mitglieder am 6. März 1994 eine ausführliche und am 29. November 1996 eine weitere Erklärung zu Steinmetz, in denen sie sich gegen Gerüchte verwahrten, Steinmetz habe Einfluss auf ihre Entscheidungen genommen. Für die Zeithistorikerin Petra Terhoeven ist der „unbedingte Wille“, Steinmetz weiter einzusetzen, „maßgeblich mitverantwortlich“ für die Fehler des Einsatzes und der anschließenden Ermittlungen.
Birgit Hogefeld äußerte sich im Lauf des Prozesses, der gegen sie wegen Beteiligung an terroristischen Anschlägen von Mitte November 1994 bis 1996 am Oberlandesgericht Frankfurt am Main geführt wurde, immer wieder zu den Ereignissen von Bad Kleinen. Auch wenn sie der Überzeugung blieb, Grams sei vorsätzlich getötet worden, setzte sie sich zunehmend kritisch mit ihrer persönlichen Vergangenheit sowie der Gegenwart und Zukunft der Roten Armee Fraktion auseinander. In ihrem Prozess-Schlusswort erklärte sie im Oktober 1996, die Auflösung der RAF sei „lange überfällig“, was allgemein als wesentlicher Faktor für die im April 1998 folgende Auflösungserklärung betrachtet wird.
Während der RAF-Experte des Verfassungsschutzes, Winfried Ridder, für das Ende der RAF weniger dieses Ereignis verantwortlich macht als „vorrangig die gesellschaftliche Isolierung ‚revolutionärer Politik‘ und die grundlegende Umbruchsituation Anfang der 90er Jahre“, ist der Journalist Willi Winkler der Ansicht, „Klaus Steinmetz brachte die RAF an ihr Ende“. Auch der Politikwissenschaftler Alexander Straßner urteilt, für die RAF sei damals „die Götterdämmerung angebrochen“; die auf Bad Kleinen folgenden Diskussionen seien „in der öffentlichen Selbstzerfleischung“ gemündet, nämlich die im September 1993 erfolgende Spaltung der RAF in einen mit dem Staat gesprächsbereiten Flügel um Peter-Jürgen Boock, Birgit Hogefeld und die aktive Kommandoebene und einen jede Kooperation ablehnenden Flügel um Brigitte Mohnhaupt. Heribert Prantl ist dagegen der Ansicht, der Auflösungsprozess sei durch Bad Kleinen verzögert worden und hätte sich ohne die dortigen Ereignisse nicht fünf Jahre hingezogen. Er nennt Bad Kleinen „böse interpretiert“ den „letzte[n] Erfolg der RAF: Das Festnahme-Fiasko gab dem Linksterrorismus die Chance, die angebliche Ermordung des RAF-Mitglieds Wolfgang Grams durch den Staat in ihre Propaganda einer «staatlichen Vernichtungsstrategie» einzubetten“.
Die Germanistin Sandra Beck sieht in Bad Kleinen nach dem Zusammenbrechen der Erzählungen über die Todesnacht von Stammheim (durch die Aussagen der DDR-Aussteiger ab 1990) den „neuen RAF-Mythos“. Die Konstruktion einer „Märtyrer-Legende“ hielt die RAF laut Petra Terhoeven im Gespräch. Auch Butz Peters sieht Bad Kleinen als „allerletzten Mythos“ und „Dauerlegende“ der RAF, was für die Reste ihrer Unterstützerszene über Jahre zum Fokus von Demonstrationen und Kampagnen wurde, für die RAF selbst aber „das Waterloo. Eine Niederlage, von der sie sich nie wieder erholt“ habe. Für Alexander Straßner bestätigt sich in der häufigen Bezugnahme auf Bad Kleinen in den folgenden Äußerungen aktiver und inhaftierter RAF-Mitglieder die Bedeutung als „tiefgreifende Zäsur für die dritte Generation“ mit „traumatischen Konsequenzen“. Durch die „Konfrontation der Mythen“ RAF und GSG 9 seien beide „entmythisiert“ worden.
Die Germanistin Anne-Kathrin Griese kommt zum Schluss: „Keine dieser Ansichten, ob die vom geplanten Staatsmord, die vom mediengemachten Skandal oder die von der Instrumentalisierung der Ereignisse zur Legenden- und Mythenbildung vermag hinlänglich zu überzeugen. Blinde Flecke kennzeichnen alle Perspektiven.“

## Rezeption und Gedenken
Am Parkplatz vor dem Bahnhofsgelände befindet sich ein Hinweisschild zur Bahnhofsgeschichte, in dem ganz am Ende auf das Ereignis und die beiden Toten hingewiesen wird; eine Gedenktafel für Michael Newrzella befindet sich in Neustrelitz, eine solche für Wolfgang Grams wurde privat von Unterstützern im Juli 1993 im Bahnhofstunnel installiert, in der folgenden Nacht aber von der Deutschen Reichsbahn abgenommen.
Rolf Sachsse rückt das Foto des sterbenden Wolfgang Grams ein in den „Status von Ikonen“ berühmter Bilder der RAF-Geschichte und deutet es als „die Zeche des frühen Todes im Ruhm“, und zwar „als Nachkömmling“ der Toten von Stammheim. Waltraud Wende hat die mit Grams’ Tod verbundenen Fotos des Bahnhofs Bad Kleinen ein „ikonische[s] Superzeichen“ genannt, das die eigentlichen damit zusammenhängenden Ereignisse im deutschen kollektiven Gedächtnis als „übermächtige[r] Schatten“ überlagere; „als emotional aufgeladene Zeichenkomplexe für die tödlichen Konsequenzen von Terror und Gewalt“ hätten sich diese Bilder „verselbständigt“. Ohne notwendigerweise auf die Zusammenhänge der bundesrepublikanischen Gewaltgeschichte bezogen zu werden, seien diese Bahnhofsfotos „Archivbilder zur Stabilisierung eines kollektiven Betroffenheitsdiskurses“.
Andres Veiels Dokumentarfilm Black Box BRD von 2001 über die verschränkten Lebenswege von Wolfgang Grams und dem RAF-Opfer Alfred Herrhausen zeigt in der Eingangsszene, wie Wolfgangs Bruder Rainer Grams dessen letzte Minuten im Bahnhof nachstellt und über den Hergang spekuliert. Die provokative Holzskulptur Der Bahnhof von Bad Kleinen des Künstlers Günter Schumann (2001) zeigt Grams’ Tod als Erschießung durch einen Polizisten.
In seinem 2005 veröffentlichten Roman In seiner frühen Kindheit ein Garten stellt Christoph Hein die Ereignisse und die Ermittlungen aus der Sicht der Familie eines fiktiven getöteten Terroristen, Oliver Zurek, dar. Auch wenn Hein betont, seine Romanfiguren frei erfunden zu haben, weisen die Romanschilderungen starke Parallelen zum Fall Wolfgang Grams auf; Harald Martenstein sprach von einer möglicherweise „literarisch verfremdete[n] Dokumentation“. Heins Roman wurde von Armin Petras für die Theaterbühne adaptiert und 2007 im Maxim-Gorki-Theater Berlin aufgeführt; 2009 folgte eine Inszenierung von Axel Vornam am Theater Heilbronn. Als Politthriller behandelten das Ereignis und seine Aufarbeitung Wolfgang Schorlau in Die Blaue Liste (2003) und Andreas Hoppert in Der Fall Helms (2002), auf die Beziehung zwischen Grams und Hogefeld fokussiert Serdar Somuncu in seinem Roman Zwischen den Gleisen (2012).
Mehrere Punk-Bands aus der linken Szene haben sich mit Grams’ gewaltsamem Tod beschäftigt, darunter Dritte Wahl in dem Song „Bad K.“, WIZO in „Kopfschuss“ und Slime in „Gewalt“. Eine Anspielung auf die Ereignisse in Bad Kleinen findet sich auch im Liedtext von „position gleis 3 | 270693“, das 1994 auf dem Konzeptalbum Musik wird niemals langsam von Michael Dubach, Max Goldt und Nino Sandow veröffentlicht wurde.
Die Wirren um die Rekonstruktion des Hergangs inspirierten auch Satire und Kabarett. Wiglaf Droste begann sein Was in Bad Kleinen wirklich geschah mit dem Satz: „Am 27. Juni 1993 auf dem Bahnhof in Bad Kleinen, Mecklenburg, erschießt der GSG-9-Beamte Michael Newrzella zunächst sich selbst.“
Bei einem Umbau des Bahnhofs zwischen 2016 und 2018 wurden alle Bahnhofsgebäude und der Tunnel abgerissen und die Gleisanlagen völlig verändert.
Die in Bad Kleinen aufgewachsene Regisseurin Laura Laabs verarbeitete das Ereignis 2024 im Spielfilm Rote Sterne überm Feld.

## Dokumentarfilme
Zum 20. Jahrestag des Einsatzes wurden 2013 zwei Dokumentarfilme gesendet, die die Ereignisse mit unterschiedlichen Schwerpunkten und Sichtweisen rekonstruierten:
- Anne Kauth: Endstation Bad Kleinen: Vom Versagen deutscher Sicherheitsorgane. WDR/NDR/ARTE, 2013.[94]
- Egmont R. Koch: Zugriff im Tunnel – Das tödliche Drama von Bad Kleinen. SWR/NDR, 2013.[95]

Zum 25. Jahrestag wurde der folgende Dokumentarfilm gezeigt:
- Bernd Reufels, Julia Zipfel: Tod in Bad Kleinen – Das letzte Gefecht der RAF. ZDFinfo, 2018.[96][97][98]